# パプ・スアレ
パプ・エンディアイ・スアレ（Pape N'Diaye Souaré 、1990年6月6日 - ）は、セネガル・ムバオ出身のプロサッカー選手。セネガル代表。ポジションは、ディフェンダー。

## クラブ経歴
2008年にフランスに渡り、リールとスタッド・ランスでプレーした。
2015年1月、クリスタル・パレスFCに移籍。2016年1月22日、新たに3年半契約を結んだ。
2019年8月、トロワACに移籍。

## 代表歴
2012年にセネガル代表デビューを果たすと、ロンドンオリンピックのメンバーにも選ばれた。
A代表ではアフリカネイションズカップ2015のメンバーに選ばれている。

### ゴール
2016年9月25日現在
| #  | 開催日        | 会場                                   | 対戦国     | スコア | 結果 | 試合概要                           |
| -- | ------------- | -------------------------------------- | ---------- | ------ | ---- | ---------------------------------- |
| 1. | 2016年3月29日 | スタッド・ジェネラル・セイニ・クンチェ | ニジェール | 2–0    | 2–1  | アフリカネイションズカップ2017予選 |

## エピソード
2016年9月1日、高速道路で乗用車を運転中に事故を起こし、太ももと顎を骨折、全治6ヶ月と診断された。